# Bundeswaldgesetz
Das Bundeswaldgesetz (BWaldG) bzw. das Gesetz zur Erhaltung des Waldes und zur Förderung der Forstwirtschaft trat am 8. Mai 1975 in Kraft. Es regelt u. a. die Erhaltung und Bewirtschaftung der Wälder in Deutschland, die forstwirtschaftlichen Zusammenschlüsse sowie die Förderung der Forstwirtschaft.

## Inhalt
Das Bundeswaldgesetz wurde insbesondere für den Zweck erlassen,
- den Wald wegen seines wirtschaftlichen Nutzens (Nutzfunktion) und wegen seiner Bedeutung für die Umwelt, insbesondere für die dauernde Leistungsfähigkeit des Naturhaushaltes, das Klima, den Wasserhaushalt, die Reinhaltung der Luft, die Bodenfruchtbarkeit, das Landschaftsbild, die Agrar- und Infrastruktur und die Erholung der Bevölkerung (Schutz- und Erholungsfunktion) zu erhalten, erforderlichenfalls zu mehren und seine ordnungsgemäße Bewirtschaftung nachhaltig zu sichern,
- die Forstwirtschaft zu fördern und
- einen Ausgleich zwischen dem Interesse der Allgemeinheit und den Belangen der Waldbesitzer herbeizuführen.[1]

So regelt beispielsweise der § 14 das grundsätzliche Betretungsrecht zum Zwecke der Erholung.

## Konkurrierende Gesetzgebung
Das BWaldG wurde auf der Grundlage der konkurrierenden Gesetzgebungskompetenz des Bundes nach Art. 74 Nr. 1 (Bürgerliches Recht – Regelung des Eigentums), Nr. 17 (Förderung der forstwirtschaftlichen Erzeugung), Nr. 18 (Bodenrecht), Nr. 24 (Luftreinhaltung und Lärmbekämpfung) und Nr. 29 (Naturschutz und Landschaftspflege) GG erlassen. Es enthält entsprechend dem föderativen Aufbau der Bundesrepublik und mit Rücksicht auf die unterschiedlichen forstlichen Verhältnisse in den einzelnen Ländern im Wesentlichen nur Vorschriften, die für bestimmte Bereiche Mindestnormen aufstellen und den Rahmen für weitere landesrechtliche Regelungen in den Landeswaldgesetzen geben.
Im Bereich der konkurrierenden Gesetzgebung haben die Länder die Befugnis zur Gesetzgebung, solange und soweit der Bund von seiner Gesetzgebungszuständigkeit nicht durch Gesetz Gebrauch gemacht hat (Art. 72 Abs. 1 GG). Ein Beispiel stellt die nur in Mecklenburg-Vorpommern rechtlich geschützte Form der Kur- und Heilwälder dar.